# 베다족
베다족은 남아시아에 거주하는 오스트랄로이드계 소수민족으로, 남아시아 최초의 선주민이다. 주로 스리랑카에 거주하며 언어로는 베다어나 싱할라어를 사용한다.